# Antoni Ignacy Stecki
Antoni Ignacy Stecki herbu Radwan – pisarz kijowski w latach 1718–1721, podczaszy owrucki w latach 1715–1718, pisarz grodzki kijowski.
Poseł na Sejm zwyczajny 1719/1720 (z limity) roku z województwa kijowskiego.